# Neyma
Neyma Julio Alfredo (Maputo, 6 de maig de 1979) és una cantant moçambiquesa.
Va començar la seva carrera quan va aparèixer al programa de televisió competició musical Fantasia en 1995, en el que va assolir el segon lloc. No obstant això, el seu avanç va ser quan va rebre un contracte de gravació i el 1999, va publicar el seu primer àlbum, Brigas. Foren populars els singles "Brigas", "Mae virtude mais bela" i "Praia feliz", que foren molt publicitats. El 2000 va treure el segon àlbum, Baila i en 2001 Renascer. Però va ser Arromba, editat en 2005, que va fer de Neyma una cantant aclamada internacionalment i reconeguda com la gran sensació del cant de Moçambic i del món lusòfon. A principis de 2010, va publicar el seu sisè àlbum, titulat Neyma 10 Anos en reconeixement dels 10 anys de carrera musical. El 2014 fou nomenada ambaixadora de l'UNICEF per Moçambic.

## Discografia
- Brigas (1999)
- Baila (2000)
- Renascer (2001)
- Arromba (2005)
- Idiomas (2006)
- Neyma 10 Anos (2010)
- Neyma Greatest Hits (2014)